# 有漏法
有漏法 （梵文：sāsrava-dharma）即有漏失功德法財的法，讓有情繫服於三界內，輪轉生死。有漏法是佛法的一个非常重要的概念，与无漏法是相对的。根据佛教的观点，一切法都可以分为有漏法与无漏法。

根据一切有部的观点，有漏法包括苦谛和集谛。值得一提的是，除了有漏、无漏，佛教还有其他对事物的分类方法，比如有为法和无为法是一种分类，四谛（即苦、集、灭、道）也是一种分类。这些概念之间是相互含摄的，因此对于了解有漏法的内涵是非常重要的。有为法包括苦谛、集谛和道谛，无为法包括灭谛和另外六种无为法（虚空无为、择灭无为、非择灭无为、不動無為、想受滅無為、真如無為）。除去道谛的有为法，就是苦谛和集谛，也就是有漏法。
有漏法的特征是烦恼（“漏”）可以随其增长。因为有漏法使烦恼得以增长，进而导致轮回和痛苦，所以佛教教导人们要从有漏法的系缚中解脱出来。

根据著名的佛教经典《俱舍论》，有漏法还有很多其他名称。但事实上，这些名称之中，有些不是经常用到，有些则更多是用来指代其他意思。

1. 取蕴：“煩惱名取，蘊從取生，故名取蘊。”
2. 有诤
3. 苦
4. 集
5. 世间：
6. 见处：五见所住之处。
7. 三有